# Sydney și Max
Sydney și Max (engleză Sydney to the Max) este un serial de televiziune american de comedie creat de Mark Reisman care a avut premiera pe Disney Channel pe 25 ianuarie 2019.

## Premisă
Sydney si Max spune povestea unei adolescente care infrunta provocarilor varstei cu sprijinul tatalui sau care retraieste astfel multe din situatiile adolescentine cu care chiar el s-a confruntat si alaturi de o bunica non-conformista.
În “Sydney și Max“, Sydney Reynolds este o fată de 12 ani care locuiește în Portland, Oregon, alături de tatăl ei Max și de bunica ei Judy, în timp ce navighează viața în școala cu prietena ei Olive. Episoadele includ un segment de retur  în anii 1992, care îl detaliază pe Max, în vârstă de 12 ani, și prietenul său Leo, care lucrează amândoi la un arcade al unui mall, deținut de tatăl lui Leo. Ambele segmente arată că Sydney și tânărul Max intră în situații similare.

## Personaje
| Personaj        | Actor              | Descriere                                                                       |
| --------------- | ------------------ | ------------------------------------------------------------------------------- |
| Sydney Reynolds | Ruth Righi         | elev de gimnaziu, sociabil                                                      |
| Olive           | Ava Kolker         | cel mai bun prieten al lui Sydney                                               |
| Max Reynolds    | Jackson Dollinger  | locuiește cu mama sa, Judy                                                      |
| Leo             | Christian J. Simon | prietenul din copilărie al lui Max                                              |
| Max Reynolds    | Ian Reed Kesler    | tatăl protector al Sydney, proprietarul magazinului de biciclete Reynolds Rides |
| Judy            | Caroline Rhea      | bunica spirituală a lui Sydney și mama lui Max                                  |

## Episoade
| Sezoane | Sezoane | Episoade | Difuzare originală | Difuzare originală | Difuzare în România | Difuzare în România |
| Sezoane | Sezoane | Episoade | Început            | Sfârșit            | Început             | Sfârșit             |
| ------- | ------- | -------- | ------------------ | ------------------ | ------------------- | ------------------- |
|         | 1       | 21       | 25 ianuarie 2019   | 23 iulie 2019      | 27 ianuarie 2020    | 24 februarie 2020   |
|         | 2       | 21       | 13 decembrie 2019  | 21 august 2020     | 16 noiembrie 2020   | 14 decembrie 2020   |
|         | 3       | 21       | 19 martie 2021     | 26 noiembrie 2021  |                     |                     |

## Productie
Seria a avut premiera pe 25 ianuarie 2019. 
Piesa tematică este produsă și scrisă de Kay Hanley ,Michelle Lewis și Dan Petty și interpretate de Ruth Righi și Dan Conklin.
Pe 23 mai 2019, Disney Channel a reînnoit seria pentru un al doilea sezon. 
Pe 21 noiembrie 2019, Disney Channel a reînnoit seria pentru un al treilea sezon, înainte de premiera celui de-al doilea sezon.

## Difuzarea în Romania
În România a început pe 27 ianuarie 2020 pe canalul Disney Channel de luni până vineri.